# Potwin
Potwin és una població dels Estats Units a l'estat de Kansas. Segons el cens del 2000 tenia 457 habitants.

## Demografia
Segons el cens del 2000, Potwin tenia 457 habitants, 187 habitatges, i 123 famílies. La densitat de població era de 767,2 habitants/km².
Dels 187 habitatges en un 33,2% hi vivien nens de menys de 18 anys, en un 53,5% hi vivien parelles casades, en un 8% dones solteres, i en un 34,2% no eren unitats familiars. En el 28,3% dels habitatges hi vivien persones soles el 17,1% de les quals corresponia a persones de 65 anys o més que vivien soles. El nombre mitjà de persones vivint en cada habitatge era de 2,44 i el nombre mitjà de persones que vivien en cada família era de 2,95.
Per edats la població es repartia de la següent manera: un 26% tenia menys de 18 anys, un 9% entre 18 i 24, un 28% entre 25 i 44, un 21,9% de 45 a 60 i un 15,1% 65 anys o més.
L'edat mediana era de 37 anys. Per cada 100 dones de 18 o més anys hi havia 94,3 homes.
La renda mediana per habitatge era de 39.091 $ i la renda mediana per família de 42.500 $. Els homes tenien una renda mediana de 31.544 $ mentre que les dones 18.375 $. La renda per capita de la població era de 18.254 $. Entorn del 4,7% de les famílies i el 8,3% de la població estaven per davall del llindar de pobresa.

## Poblacions més properes
El següent diagrama mostra les poblacions més properes.